# Bellasi F1-1-70
Bellasi F1-1-70 – samochód Formuły 1, zaprojektowany przez Guglielmo Bellasiego i Beata Schenkera i skonstruowany przez Bellasi. Jedyny samochód tego konstruktora w Formule 1.

## Historia
Guglielmo Bellasi zbudował swój pierwszy samochód Formuły 3 w 1966 roku. W 1969 roku szwajcarski kierowca Silvio Moser nakłonił Bellasiego, aby skonstruował samochód Formuły 1. Miało to związek z faktem, iż Moser potrzebował nowego nadwozia do swojego Brabhama, który używał przestarzałej kratownicy przestrzennej. Moser i Bellasi zaczęli projekt pod koniec 1969 roku i oparli samochód na używanym przez Mosera Brabhamie BT24, z którego Moser wziął silnik Ford Cosworth DFV 802, skrzynię biegów Hewland FG400, koła i inne części. Nadwozie zostało zbudowane od nowa. Mechanik Mosera, Beat Schenker, przejął później kontrolę nad projektem i dokończył projektowanie i budowę samochodu. Była to prosta konstrukcja.
W debiucie w Grand Prix Holandii 1970 Moser się nie zakwalifikował, podobnie jak w następnej eliminacji, Grand Prix Francji. Z powodów finansowych wycofano się z Grand Prix Wielkiej Brytanii. Podczas kwalifikacji do Grand Prix Niemiec Moser wypadł na zakręcie Ostkurve, a jako że zespół nie posiadał wystarczającej liczby zapasowych części, Szwajcar ponownie się nie zakwalifikował. Moser zdołał zakwalifikować się do Grand Prix Austrii, ale odpadł do 13 okrążeniach wyścigu, ponieważ jechał z uszkodzoną podczas rozgrzewki chłodnicą (zespół nie dysponował zapasową). Następnie nie zakwalifikował się do Grand Prix Włoch. Jednakże w 1970 roku wygrał tym modelem dwa wyścigi górskie: w St. Ursanne-Les Rangiers oraz Kerenzerbergu.
W 1971 roku Moser wystartował w nieoficjalnym Grand Prix Argentyny, którego nie ukończył. Następnie wziął jeszcze udział w Grand Prix Włoch. Moser zakwalifikował się do tego wyścigu i na początku utrzymywał się przed Jeanem-Pierre'em Jarierem, Andreą de Adamichem oraz Jo Bonnierem. Jednakże po pięciu okrążeniach uszkodzeniu w jego samochodzie uległo zawieszenie.

## Wyniki w Formule 1
| Sezon | Zespół                   | Silnik | Kierowcy     | Wyniki w poszczególnych eliminacjach | Wyniki w poszczególnych eliminacjach | Wyniki w poszczególnych eliminacjach | Wyniki w poszczególnych eliminacjach | Wyniki w poszczególnych eliminacjach | Wyniki w poszczególnych eliminacjach | Wyniki w poszczególnych eliminacjach | Wyniki w poszczególnych eliminacjach | Wyniki w poszczególnych eliminacjach | Wyniki w poszczególnych eliminacjach | Wyniki w poszczególnych eliminacjach | Wyniki w poszczególnych eliminacjach | Wyniki w poszczególnych eliminacjach | Wyniki kierowców | Wyniki kierowców | Wyniki konstruktora | Wyniki konstruktora |
| 1970  |                          |        |              |                                      |                                      | Monako                               | Belgia                               | Holandia                             | Francja                              | Wielka Brytania                      | Niemcy                               | Austria                              | Włochy                               | Kanada                               | Stany Zjednoczone                    | Meksyk                               | Pkt.             | Msc.             | Pkt.                | Msc.                |
| ----- | ------------------------ | ------ | ------------ | ------------------------------------ | ------------------------------------ | ------------------------------------ | ------------------------------------ | ------------------------------------ | ------------------------------------ | ------------------------------------ | ------------------------------------ | ------------------------------------ | ------------------------------------ | ------------------------------------ | ------------------------------------ | ------------------------------------ | ---------------- | ---------------- | ------------------- | ------------------- |
| 1970  | Silvio Moser Racing Team | Ford   | Silvio Moser | -                                    | -                                    | -                                    | -                                    | NZ                                   | NZ                                   | -                                    | NZ                                   | NU                                   | NZ                                   | -                                    | -                                    | -                                    | 0                | NS               | 0                   | NS                  |
| 1971  |                          |        |              |                                      |                                      | Monako                               | Holandia                             | Francja                              | Wielka Brytania                      | Niemcy                               | Austria                              | Włochy                               | Kanada                               | Stany Zjednoczone                    |                                      |                                      | Pkt.             | Msc.             | Pkt.                | Msc.                |
| 1971  | Jolly Club Switzerland   | Ford   | Silvio Moser | -                                    | -                                    | -                                    | -                                    | -                                    | -                                    | -                                    | -                                    | NU                                   | -                                    | -                                    |                                      |                                      | 0                | NS               | 0                   | NS                  |